# ア・ガレオッタ
ア・ガレオッタ（コルシカ語：A Galeotta）は、コルシカ・リネアが運航するRoPAX型フェリー。コルシカ島航路初のLNG燃料駆動船。

## 船歴
イタリアのポルト・ヴィーロヴィセンティーニ造船所（Cantiere Navale Visentini）が造船、設計をイタリア・Naosシップ＆ボート・デザインが担当した。
造船された。2022年12月6日にコルシカ・リネアに引き渡され、2023年1月8日、に就航したマルセイユ - バスティアとマルセイユ - アジャクシオ間に就航。コルシカ島初のLNG燃料フェリーとして、LNGと重油を用いたデュアルフューエルエンジンを搭載する。

## 船内
6デッキ
- 特等室（4名×10室）
- 個室（4名×210室）

5デッキ

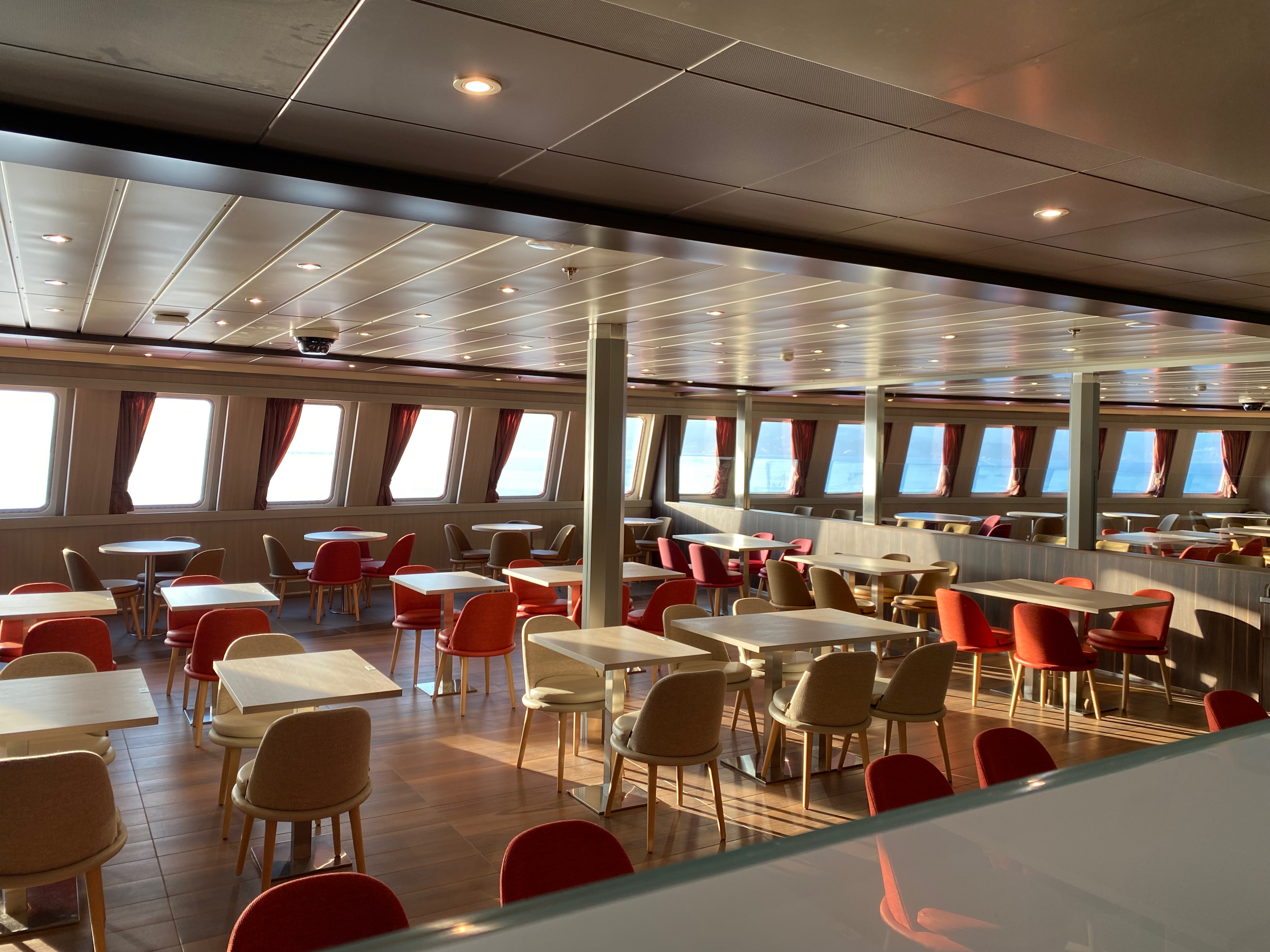
レストラン
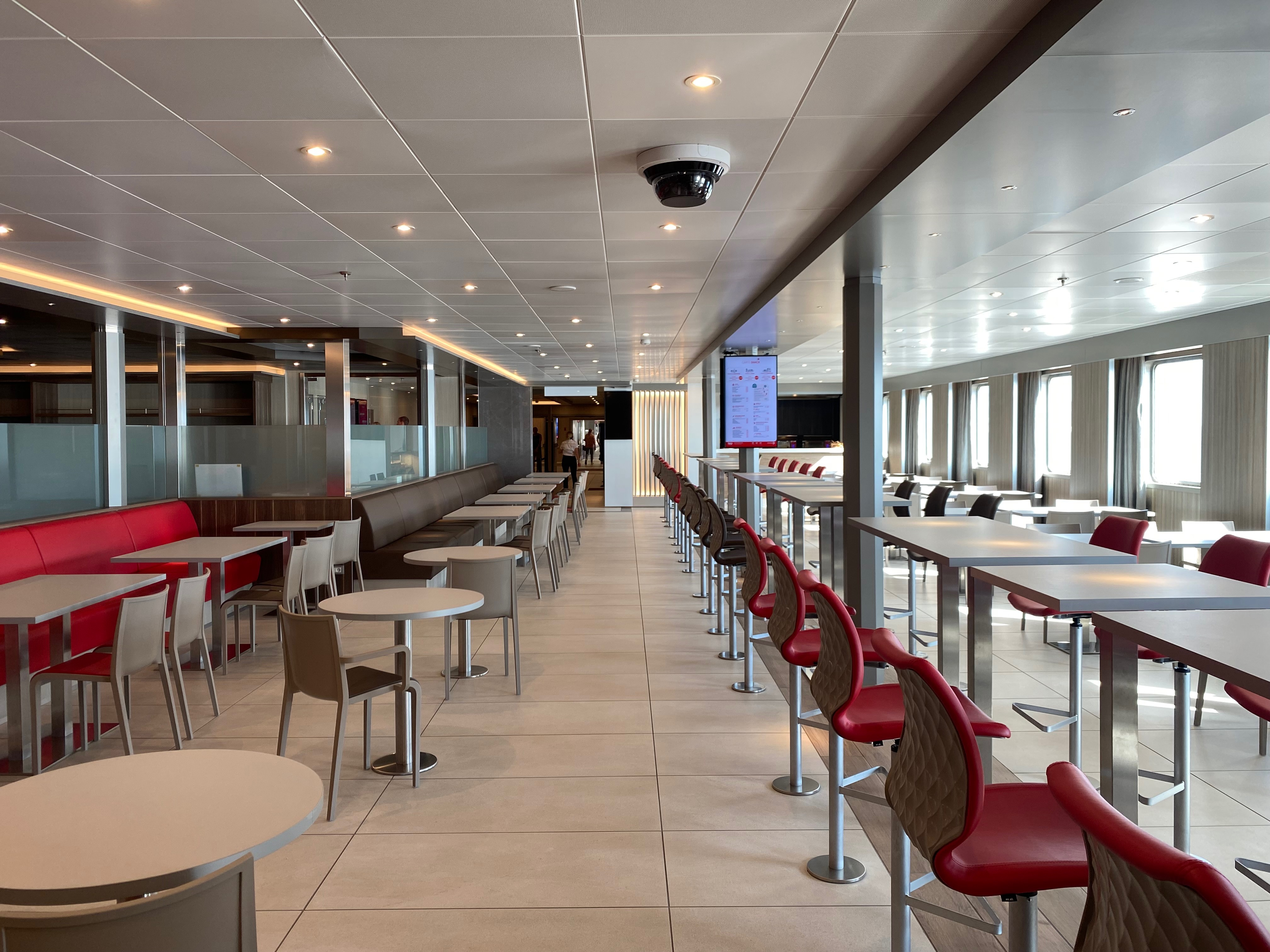
スナックバー
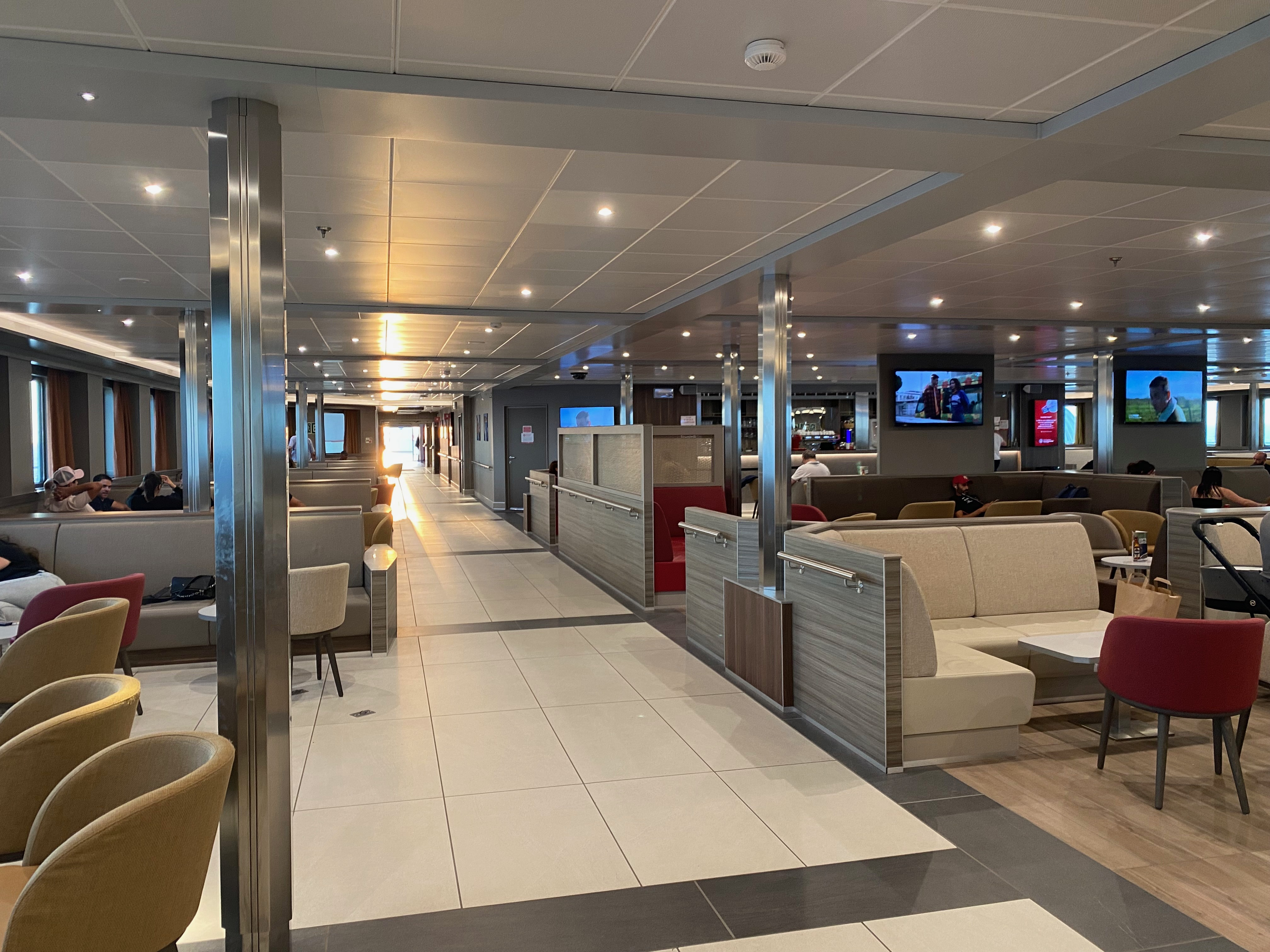
カフェバー
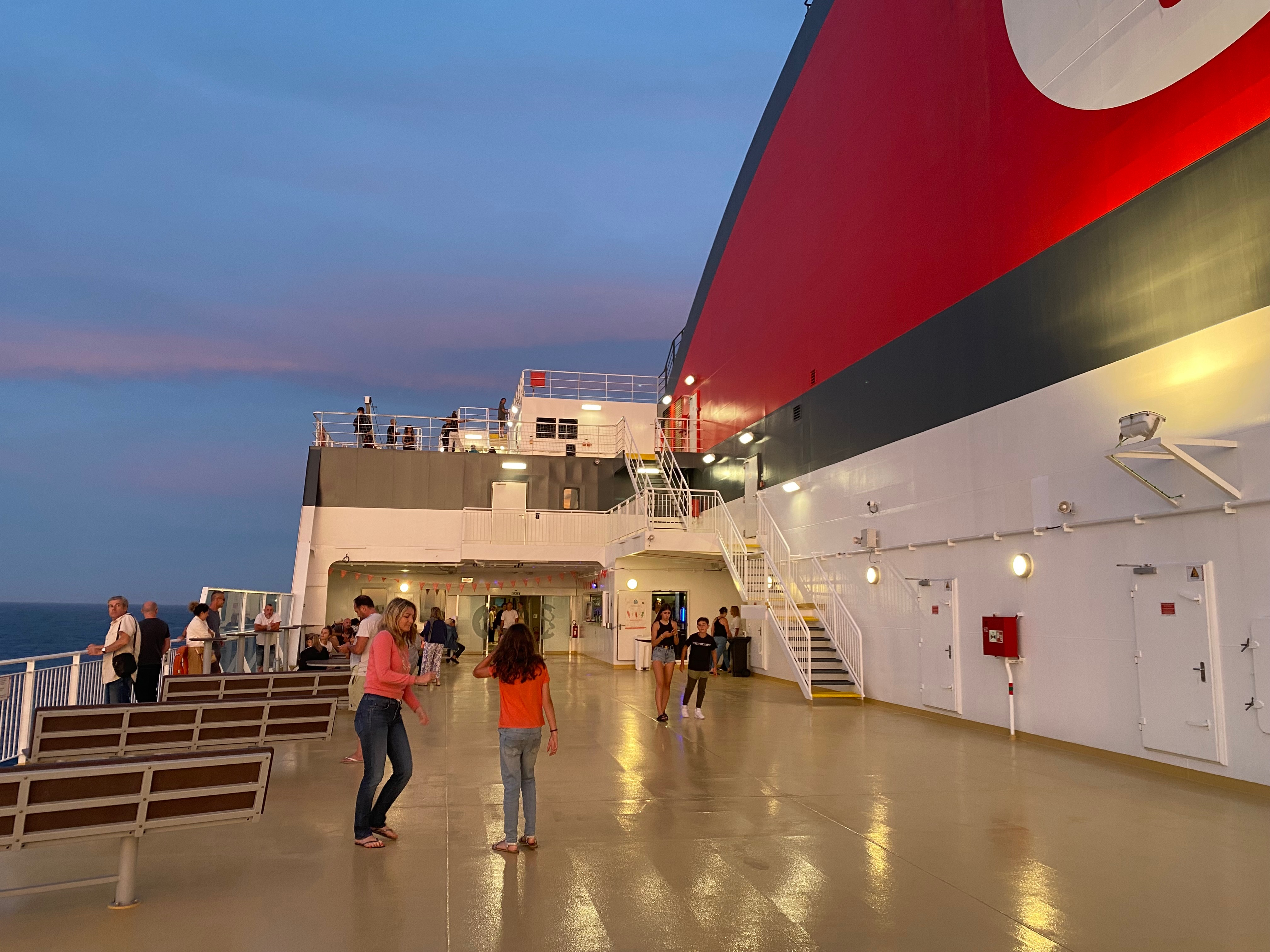
ゲームコーナー
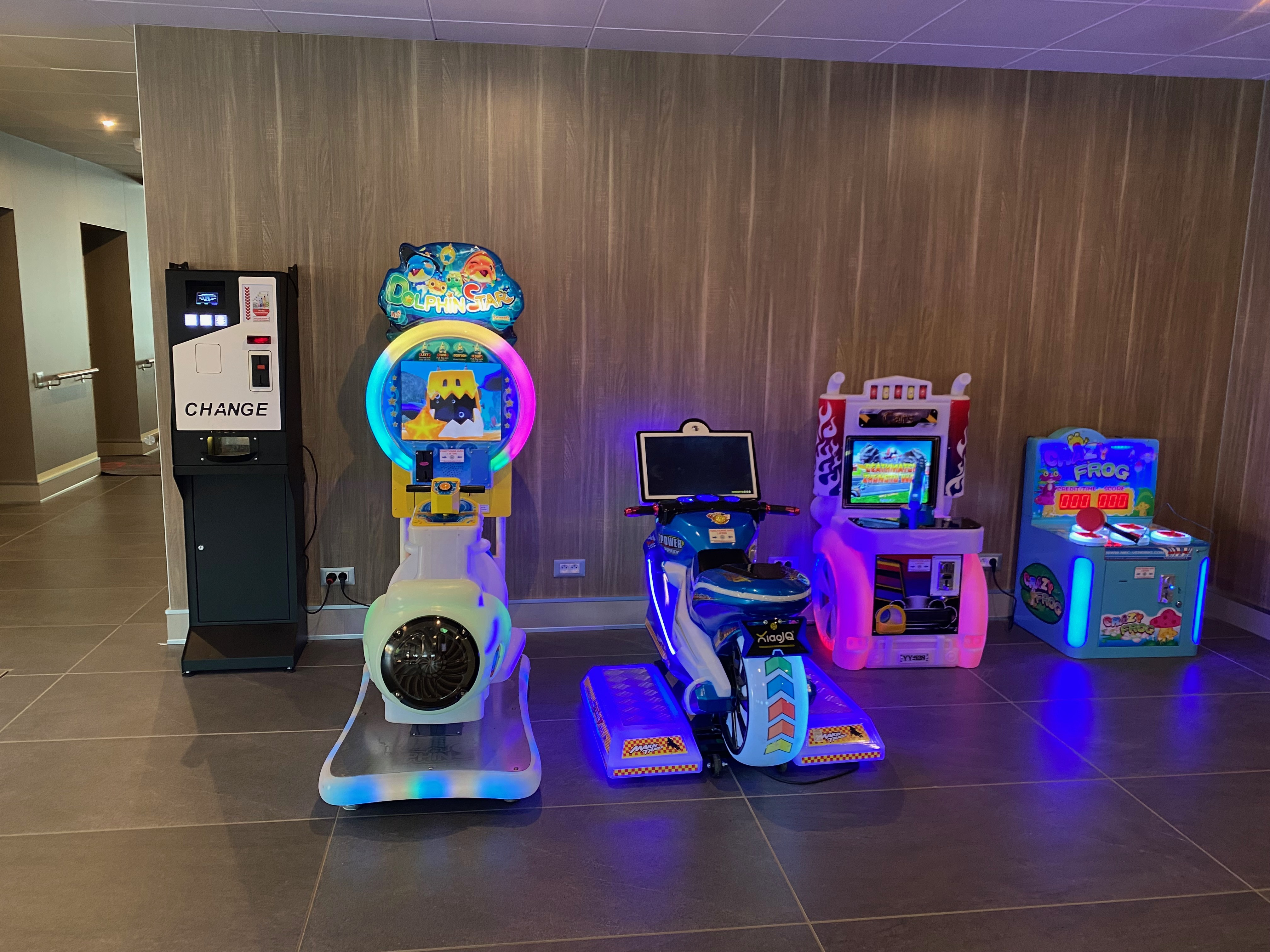
ミーティングルーム
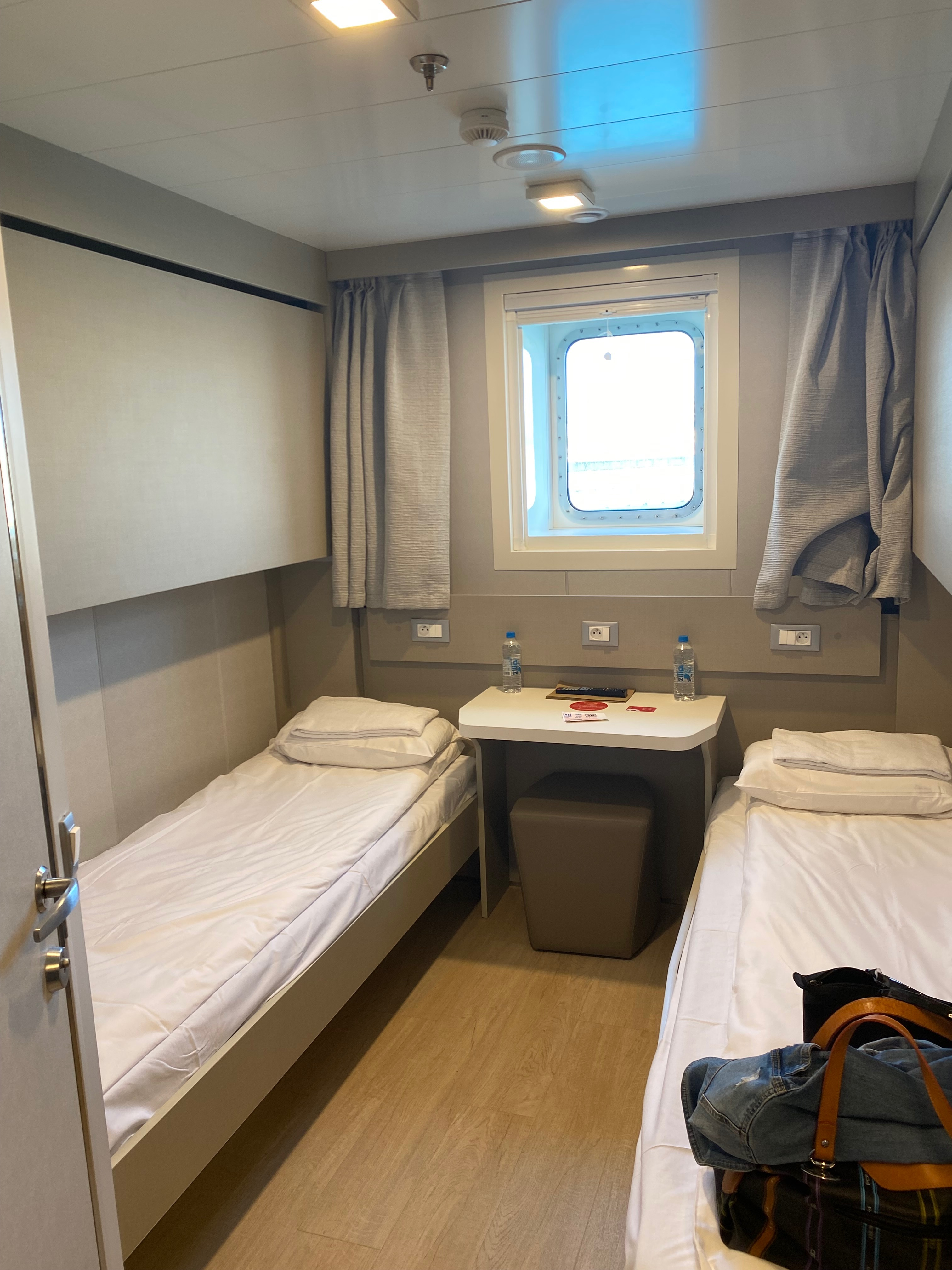
展望デッキ

- レストラン
- スナックバー
- カフェバー
- 展望デッキ
- ゲームコーナー
- 個室